# Florentine-Eiche

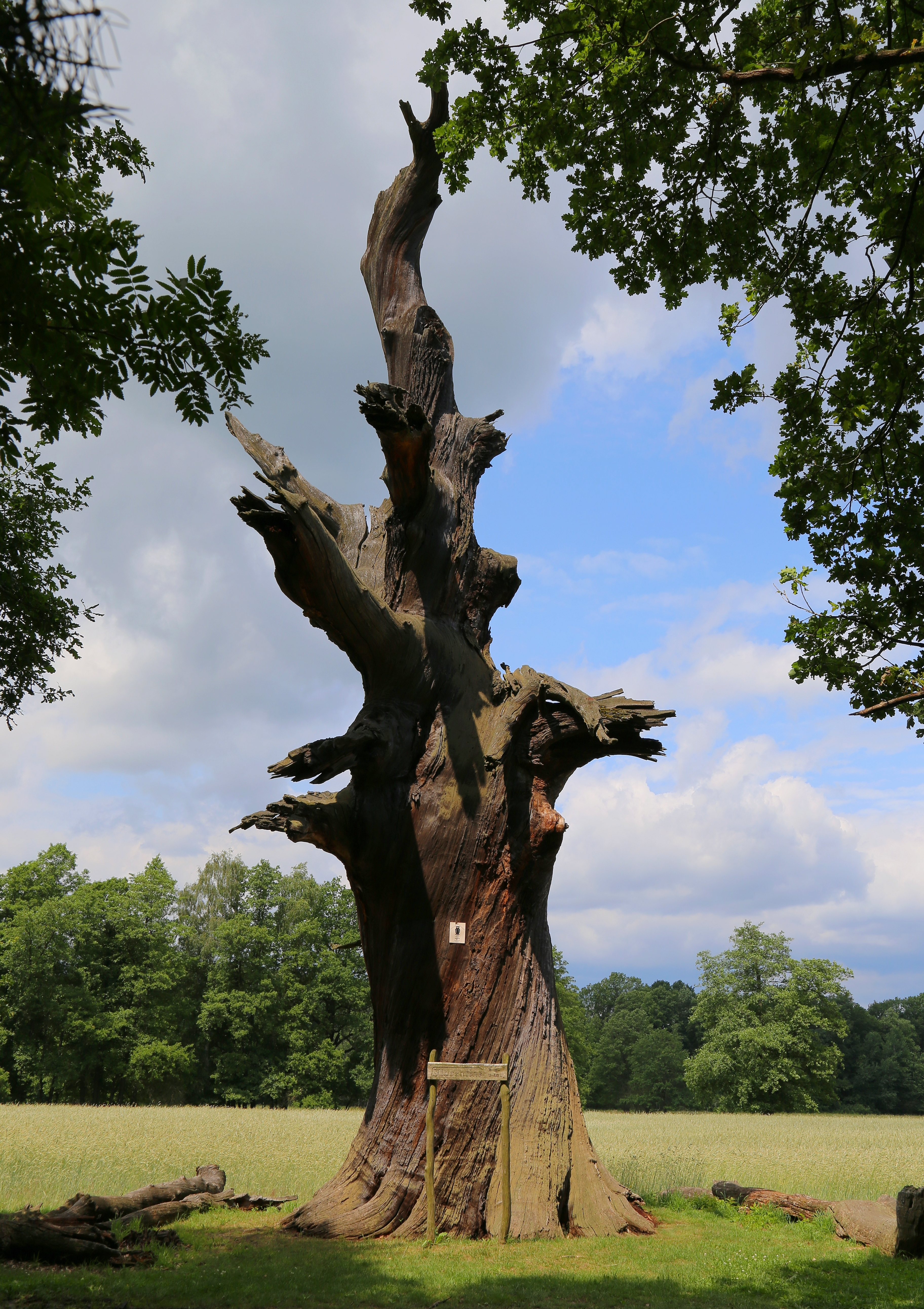
Florentine-Eiche (2013)

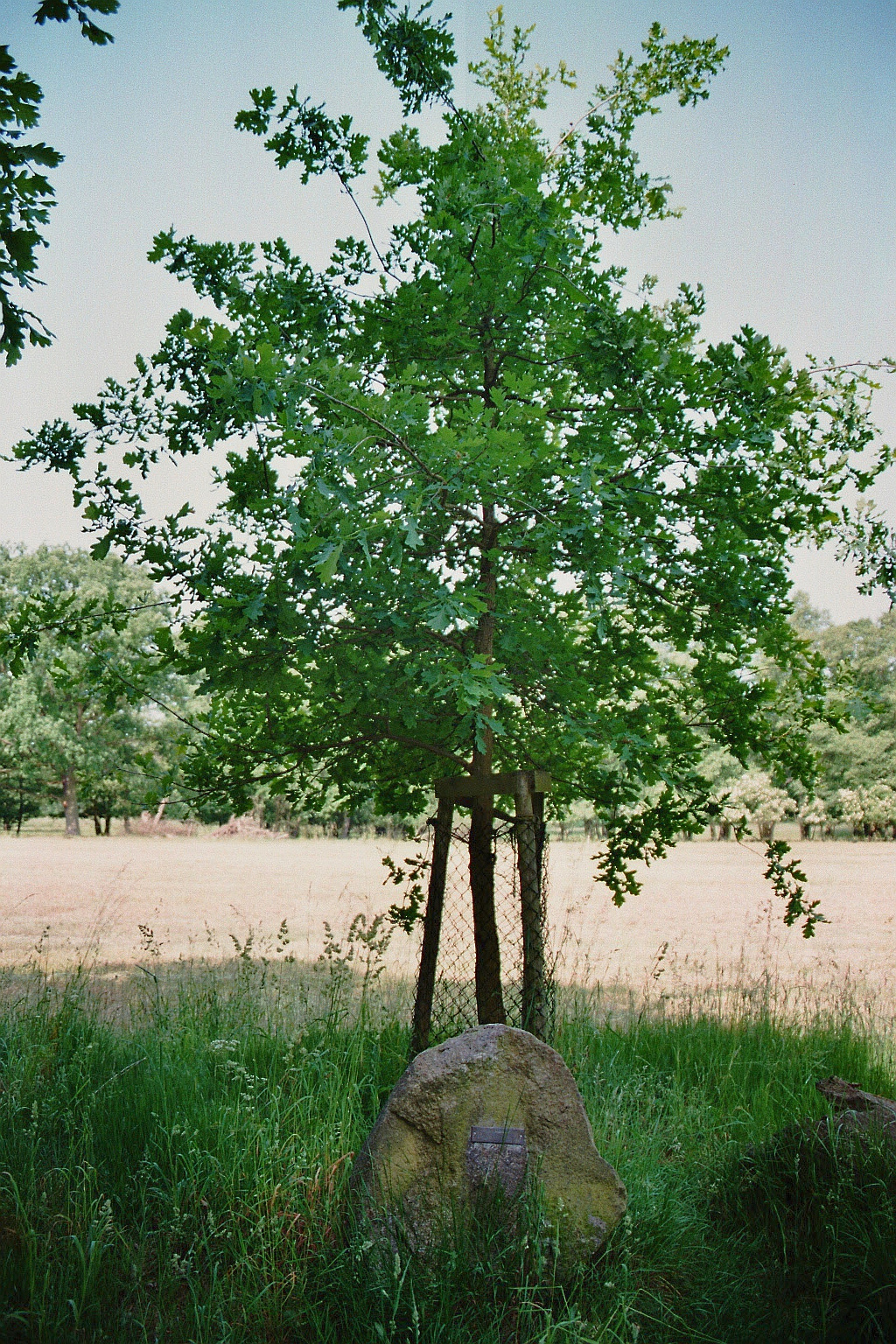
Das 2000 gepflanzte Florentinchen im Jahr 2008

Die Florentine-Eiche, auch Florentineneiche oder kurz nur Florentine genannt, ist eine abgestorbene Stieleiche im Byttnahain bei Straupitz (Spreewald) im Landkreis Dahme-Spreewald in Brandenburg. Sie ist als Naturdenkmal eingetragen.
Der Baum steht direkt am südlichen Byttna-Wanderweg. Er ist bereits von der Landesstraße 51 zwischen Straupitz und Byhleguhre aus zu erkennen und von dem Parkplatz am Abzweig nach Byhlen leicht zu erreichen.
Die Eiche ist ein Rest eines alten Hudewalds und mehrere hundert Jahre alt. Möglicherweise keimte sie im 12. Jahrhundert. Auszählungen von Jahresringen an abgestorbenen oder gefällten Alteichen in der unmittelbaren Umgebung wiesen auf Alter dieser Bäume zwischen 750 und 800 Jahren hin. Nach einem vor Ort aufgestellten Schild hat die Florentine-Eiche noch als Baumrelikt einen Umfang von 8,15 Meter und eine Höhe von 18 Metern. Andere Quellen geben den Umfang in 1,30 Metern Höhe mit 8,7 Meter (Hans Joachim Fröhlich) oder 8,35 Meter an.
Wie auch die meisten anderen Alteichen in der Byttna war auch die Florentine-Eiche stark von Heldböcken besiedelt, die sie nach jahrzehnte- oder sogar jahrhundertelangem Befall schließlich zum Absterben gebracht haben dürften. Die Schlupflöcher der Käfer waren noch mindestens bis in die 1980er Jahre deutlich zu erkennen. Nachweislich im Jahr 1936 setzte bei der Alteiche Wipfeldürre ein. Sie ist nach unterschiedlichen Angaben entweder 1946/47 oder 1959 abgestorben. Nur noch Stümpfe der stärksten Äste befinden sich am Baum. In den 1960er Jahren galt die Eiche noch als stärkster Baum des Spreewalds.

„Dennoch steht jeder naturverbundene Wanderer respektvoll vor diesem Recken, der verdeutlicht, welche Dimensionen die freie Natur zu schaffen vermag.“

Der Name „Florentine“ geht auf Florentine von der Beeke zurück, die Ehefrau des Generals und Straupitzer Standesherren Christoph von Houwald. Am 1. Mai 2000 wurde neben der abgestorbenen Eiche ein neuer Baum gepflanzt, der den Namen Florentinchen trägt.